# Касаго Брианца
Каса̀го Бриа̀нца (на италиански: Cassago Brianza, на западноломбардски: Casagh, Касаг) е малко градче и община в Северна Италия, провинция Леко, регион Ломбардия. Разположено е на 344 m надморска височина. Населението на общината е 4447 души (към 2014 г.).